# Rock Rose
『Rock Rose』（ロック・ローズ）は、椎名へきる14作目のオリジナルアルバムである。

## 解説
- 歌手デビューから約14年間所属していたSony Recordsを離れ、2009年6月にランティスに移籍、今作はその第1弾となるアルバムであり、オリジナルアルバムとしては2007年にリリースされた『Rockin' for Love』以来約2年半ぶりとなる。
- これまで楽曲を制作してきたスタッフを前作から一部継続しつつ、畑亜貴等といったランティスではお馴染みの楽曲スタッフも参加している。
- また椎名自身も自ら作詞や作曲に参加、椎名自身の作曲は2003年末にリリースされたマキシシングル「Color」以来となる。

## 収録曲
1. Unknown colors
  - 作詞：上田起士、作曲：椎名へきる、編曲：鈴木マサキ
  - ラジオ「へきる、淳司 NATURE」新テーマソング
2. Over Drive
  - 作詞：白井裕紀、作曲・編曲：真崎修
3. 真夏の夜のスキマ
  - 作詞：畑亜貴、作曲：斎藤悠弥、編曲：真崎修
4. Reincarnation
  - 作詞・作曲：田代智一、編曲：安藤高弘
5. Sunday Punch
  - 作詞：anemone、作曲・編曲：木村建
6. HEY!ハレルヤ
  - 作詞・作曲・編曲：真崎修
7. REVERSE
  - 作詞：椎名へきる、作曲・編曲：木村建
8. I don’t care
  - 作詞・作曲：田代智一、編曲：安藤高弘
9. NO!brain’s strike
  - 作詞：畑亜貴、作曲：高田暁、編曲：木村建・近藤昭雄
10. 粉雪
  - 作詞・作曲：椎名へきる、編曲：島田充